# René Schicker
René Schicker (ur. 28 września 1984 w Leoben) – austriacki piłkarz występujący na pozycji pomocnika lub napastnika, trener piłkarski.